# Anna Costal i Fornells
Anna Costal i Fornells (Girona, 23 de juny de 1981) és una musicòloga catalana. És professora de l'Esmuc i divulgadora musical.
El 2004 va obtenir la llicenciatura en Història i Ciències de la Música per la Universitat Autònoma de Barcelona, on també es va doctorar el 2014 amb una tesi sobre el compositor Pep Ventura, guardonada amb el premi extraordinari.
Com a investigadora destaquen les seves recerques sobre la música catalana dels segles XIX i XX, especialment les vinculades amb la sardana i la figura de Pep Ventura que la van conduir a comissariar l'exposició Pep Ventura abans del mite. Quan la sardana era un ball de moda al Museu de l'Empordà el 2009. També va coordinar l'exposició Les músiques dels 1714s al Museu de la Música de Barcelona el 2014.
Com a divulgadora musical ha escrit diversos llibres sobre la història de la música a Catalunya, alguns en col·laboració altres musicòlegs de prestigi com La inauguració del Teatre Municipal de Girona l'any 1860: òpera, espectacle, ciutat escrit amb Joan Gay i Joaquim Rabaseda, o Sardanes escrit conjuntament amb Jaume Ayats i Joaquim Rabaseda. Participa periòdicament en el programa El taller del lutier de Catalunya Ràdio amb la secció Sardanes de butxaca, així com a la secció De primera mà al programa Tots els matins del món de Catalunya Música.
També és intèrpret de tenora, actualment vinculada a la Cobla Vila d'Olesa.
L'any 2024 Anna Costal va ser comissària de l'Any Clavé, dedicat a commemorar el 200 aniversari del naixement de Josep Anselm Clavé.

## Llibres
- De Festívola al Preludi d’El Pessebre. Una aproximació al catàleg d’obra musical de Pau Casals a partir de les seves sardanes. Càtedra UNESCO Pau Casals. (Fundació Pau Casals i Universitat Oberta de Catalunya, coautora amb Albert Fontelles-Ramonet). https://hdl.handle.net/10609/152629
- Societat Coral Erato de Figueres: pensament, esbarjo i cultura des de 1862 (Ajuntament de Figueres, 2019, coordinadora de l'obra i autora amb Marciano Cárdaba, Erika Serna, Anna Teixidor, Alfons Gumbau i Albert Testart).[11]
- Això no és una biografia de Pep Ventura: l'Empordà romàntic, revolucionari i espectacular (Gavarres, 2018).
- Xavier Cugat i Mingall (Ajuntament de Girona, 2012).
- Cantadors del Pallars: cants religiosos de tradició oral al Pirineu = Religious chants of the oral tradition in the Pyrenees (Rafael Dalmau, 2010, coautora amb Jaume Ayats i Iris Gayete).
- La Inauguració del Teatre Municipal de Girona l'any 1860: òpera, espectacle, ciutat (Ajuntament de Girona, 2010 coautora amb Joan Gay i Joaquim Rabaseda).
- Pep Ventura abans del mite: quan la sardana era un ball de moda (Consorci del Museu de l'Empordà, 2010).
- Sardanes (Fundació Caixa de Girona, 2009, coautora amb Jaume Ayats i Joaquim Rabaseda).
- Els Músics de festa major: passat i present de l'ofici de músic de cobla-orquestra (coautora amb Oriol Oller).
- Les primeres havaneres a Catalunya. Imperialisme i sensualitat abans de Carmen (Dalmau Editor, 2023, coautora amb Joaquim Rabaseda i Joan Gay)[12]